# Boonton
Boonton est une ville du comté de Morris dans le New Jersey.
En 2010, la population était de 8 347 habitants.
Le site industriel Boonton Iron Works (en) y a été fondé vers 1770, et a prospéré en tant que fournisseur pour l'armée.